# Lonecreekite
La lonecreekite è un minerale.